# 利斯莫爾鎮區 (明尼蘇達州諾布爾斯縣)
利斯莫爾鎮區（英語：Lismore Township）是位於美國明尼蘇達州諾布爾斯縣的一個行政鎮區。

## 地方資料
利斯莫爾鎮區的面積為92.92平方千米，當中陸地面積為92.87平方千米，而水域面積為0.04平方千米。根據2020年美國人口普查的數據，當地共有人口180人，而人口密度為每平方千米1.94人。